# Carcross
Carcross, originellement connue sous le nom de Caribou Crossing, est une municipalité incorporée du Yukon au Canada. La population est de 431 habitants (juin 2008). C'est le territoire des Premières Nations Carcross/Tagish.

## Géographie
À la sortie de la ville se trouve le désert de Carcross, une zone de dunes qualifiée de « plus petit désert du monde » d'une superficie de 2,6 km2.

## Démographie
| 1996 | 2001 | 2006 | 2008 | 2011 | 2016 |
| ---- | ---- | ---- | ---- | ---- | ---- |
| 196  | 152  | 331  | 431  | 289  | 301  |

## Climat
| Mois                                  | jan.       | fév.       | mars       | avril      | mai        | juin      | jui.      | août       | sep.      | oct.     | nov.      | déc.     | année     |
| ------------------------------------- | ---------- | ---------- | ---------- | ---------- | ---------- | --------- | --------- | ---------- | --------- | -------- | --------- | -------- | --------- |
| Température minimale moyenne (°C)     | −22,7      | −20        | −14,8      | −8,4       | 1          | 5,7       | 6,7       | 5,1        | 2,3       | −3,4     | −11,4     | −15,7    | −6,3      |
| Température moyenne (°C)              | −18,2      | −13,9      | −7,8       | −0,7       | 7,4        | 12,5      | 14,2      | 13         | 7,9       | 1,1      | −7,7      | −11,6    | −0,3      |
| Température maximale moyenne (°C)     | −13,2      | −7,8       | −0,6       | 7,3        | 13,7       | 19,3      | 21,7      | 20,6       | 13,5      | 5,6      | −3,7      | −7,3     | 5,8       |
| Record de froid (°C) date du record   | −51,2 1925 | −48,3 1917 | −42,2 1919 | −32,8 1920 | −12,5 2002 | −6,7 1927 | −3,3 1938 | −11,7 1939 | −18 1983  | −30 1935 | −40 1909  | −55 1917 | −55 1917  |
| Record de chaleur (°C) date du record | 8,9 1926   | 18,9 1941  | 13,5 1994  | 21 2003    | 28 1983    | 31,7 1936 | 32,5 1992 | 31,7 1923  | 26,7 1938 | 20 1935  | 13,3 1926 | 14 1999  | 32,5 1992 |
| Précipitations (mm)                   | 28,6       | 23,4       | 9,6        | 5,5        | 14,9       | 28,5      | 29,9      | 28,1       | 32,9      | 27       | 28,9      | 22,5     | 279,8     |
| dont neige (cm)                       | 28,1       | 23,4       | 9,4        | 4          | 0,1        | 0         | 0         | 0,1        | 2,8       | 9,9      | 27,4      | 22,4     | 127,6     |
| Nombre de jours avec précipitations   | 7,5        | 6          | 3,5        | 2,1        | 4,7        | 6,4       | 8,1       | 7,4        | 9         | 7,9      | 7,3       | 6,5      | 76,3      |
| Nombre de jours avec neige            | 7,3        | 6          | 3,4        | 1,5        | 0,1        | 0         | 0         | 0          | 0,7       | 3,5      | 7,1       | 6,5      | 35,9      |

| Diagramme climatique                                  |             |              |            |           |             |             |             |             |           |               |               |
| J                                                     | F           | M            | A          | M         | J           | J           | A           | S           | O         | N             | D             |
| −13,2−22,728,6                                        | −7,8−2023,4 | −0,6−14,89,6 | 7,3−8,45,5 | 13,7114,9 | 19,35,728,5 | 21,76,729,9 | 20,65,128,1 | 13,52,332,9 | 5,6−3,427 | −3,7−11,428,9 | −7,3−15,722,5 |
| Moyennes : • Temp. maxi et mini °C • Précipitation mm |             |              |            |           |             |             |             |             |           |               |               |

## Médias
- FM 90.5 - CHON-FM (radio des Premières Nations)
- FM 97.5 - CIKO-FM (radio scolaire)
- FM 105.5 - VF2360

## Personnalités
- Shaaw Tláa
- Keish